# All Around the World (chanson de Justin Bieber)
Pour les articles homonymes, voir All Around the World.
Singles de Justin Bieber featuring Ludacris
Right Here (en)
(2013) ThatPower
(2013)
All Around the World est une chanson du chanteur canadien Justin Bieber. Elle sort en single le 26 février 2013. 3e single extrait du 3e album studio Believe (2012), la chanson est écrite par Adam Messinger & Nasri des The Messengers et Sir Nolan.

## Classement hebdomadaire
| Classement (2012-13)            | Meilleure position |
| ------------------------------- | ------------------ |
| Allemagne (Media Control AG)    | 53                 |
| Australie (ARIA Charts)         | 34                 |
| Belgique (Ultratop 50 Flanders) | 48                 |
| Belgique (Ultratip)             |                    |
| Canada (Canadian Hot 100)       |                    |
| Danemark (Tracklisten)          | 7                  |
| Espagne (PROMUSICAE)            | 35                 |
| États-Unis (Billboard Hot 100)  | 22                 |
| États-Unis (Pop songs)          | 19                 |
| France (SNEP)                   | 63                 |
| Norvège (VG-lista)              | 3                  |
| Nouvelle-Zélande (RIANZ)        | 15                 |
| Pays-Bas (Mega Single Top 100)  | 52                 |
| Portugal (AFP)                  | 15                 |
| Royaume-Uni (UK Singles Chart)  | 30                 |
| Suède (Sverigetopplistan)       | 41                 |

### Certifications
| Pays    | Organisme | Certification | Vente  |
| ------- | --------- | ------------- | ------ |
| Norvège | IFPI      | Platine       | 10 000 |